# Bacino di espansione

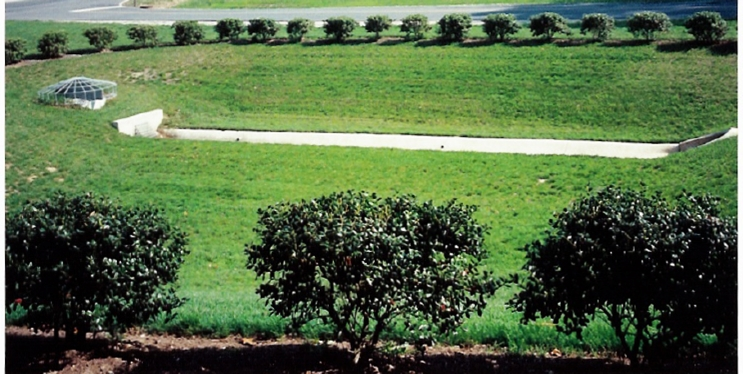
Cassa di espansione

Un bacino di espansione, o cassa di espansione, è un'opera idraulica che viene realizzata per ridurre la portata durante le piene di un corso d'acqua tramite lo stoccaggio temporaneo di parte del volume dell'onda di piena.

## Struttura generale
La cassa di espansione è costituita da un'opera di presa, un bacino artificiale di espansione ed un'opera di scarico.
L'opera di presa è progettata in modo tale che al raggiungimento di un determinato livello del corso d'acqua, parte della portata venga fatta fluire all'interno del bacino artificiale di espansione, così che la portata del corso d'acqua sia ridotta della quantità che invece inonda il bacino di espansione. Il bacino artificiale di espansione è solitamente costruito in un territorio che presenta una conformazione tale dal ridurre al minimo le spese per la costruzione di opere di contenimento (argine).
L'opera di scarico è posizionata nella parte a livello più basso della cassa, in modo da consentire il totale deflusso dell'acqua che viene accumulata durante gli eventi di piena.

## Tipologie
I bacini di espansione si suddividono nelle seguenti tipologie:
- serbatoi di laminazione - realizzati generalmente nella parte montana del bacino sono costituiti da invasi relativamente profondi;
- casse di espansione - realizzate in genere nei tratti di pianura di un corso d'acqua;
  - in linea - lo stoccaggio del volume idrico avviene grazie ad opere trasversali realizzate in alveo (es. briglie). Non possono venire utilizzate per fiumi pensili, ovvero il cui alveo è sopraelevato rispetto alla pianura circostante;
  - in derivazione - l'espansione avviene su territori delimitati da arginature naturali o artificiali. Il loro funzionamento è più complesso e richiede manovre specifiche ma sono adatte anche a corsi d'acqua pensili. Esse devono essere dotate di un'opera di scarico posizionata nella parte al livello più basso della cassa in modo da consentire il deflusso dell'acqua che viene accumulata durante gli eventi di piena;
  - miste - opere che combinano le due tipologie precedenti.

Nei luoghi in cui non è possibile realizzare bacini di espansione per la riduzione del rischio alluvionale vengono a volte costruiti uno o più canali artificiali detti fossi scolmatori (o semplicemente scolmatori). Le acque di piena vengono fatte in questo caso defluire più a valle nello stesso corso d'acqua o in serbatoi naturali o artificiali che continuino ad avere capacità d'invaso anche se perdurano piogge intense.

## Funzionamento
Per evitare straripamenti quando le acque dei fiumi superano il livello di guardia i bacini di espansione devono essere aperti mediante la manovra di paratoie mobili situate a monte dei tratti dei fiumi confinanti con aree abitate che si vogliono salvaguardare.

## In Italia
In Italia, sia la realizzazione dei bacini d'espansione che l'apertura delle paratie mobili devono essere realizzati sotto la sorveglianza dei tecnici dei Consorzi di bonifica o delle Autorità di bacino.

### Esempi
Un esempio di bacino di espansione è quello, realizzato decenni fa, fra tre anse del fiume Tevere situate a monte della città di Roma in località Magliano Sabina dai tecnici del Consorzio di Bonifica dell'Agro Romano. Quando le acque a monte di Roma superano il livello di guardia vengono deviate in quantità notevole nel bacino di espansione di Magliano Sabina, confinante col fiume e situato qualche chilometro prima che le acque del Tevere attraversino la città. Questo di conseguenza abbassa il livello delle acque fluviali e impedisce straripamenti nei tratti che attraversano la città ed i suoi dintorni.
Anche Firenze, dopo l'Alluvione di Firenze del 4 novembre 1966, si è dotata di vasche di espansione, infatti nella parte alta della valle dell'Arno esistono diverse vasche d'espansione e il Lago di Bilancino nel Mugello regolano il deflusso del fiume nel tratto cittadino di Firenze, ciò contribuisce a laminare le piene.
Altre importanti opere di laminazione delle piene, in questo caso nel bacino padano, sono quelle che controllano le piene della Parma e che sono state inaugurate a Marano il 26 novembre del 2005. L'opera, realizzata dall'AIPO (Agenzia Interregionale per il Fiume Po, l'ex Magistrato per il Po) ha già evitato in alcune occasioni il verificarsi di danni nella zona a valle della stessa e ha messo in sicurezza dal punto di vista idraulico la città di Parma.